# Robert Englund
Robert Englund (* 6. června 1947, Glendale, Kalifornie) je americký herec, který se proslavil především jako představitel hororové postavy Freddyho Kruegera ve filmové sérii Noční můra v Elm Street.

## Biografie
Narodil se 6. června 1947 v Glendale v Kalifornii. Jeho otec byl leteckým inženýrem, který pomohl vyvinout letadlo Lockheed U-2. Má částečně švédský a skotský původ. Herectví začal studovat ve 12 letech. Mimo střední hereckou školu také navštěvoval divadelní školu Cranbrook Theatre School v Michiganu. Poté studoval na Kalifornské univerzitě, ale po třech letech ji opustil a nastoupil na Univerzitu v Oaklandu.
V roce 1968 se oženil se zdravotní sestrou Elizabeth Gardner, s níž se následně v roce 1972 rozvedl. Jeho prvním filmem byl Buster and Billie (1974). Když v roce 1984 natočil první hororový film jako Freddy Krueger, dostalo se mu velkého úspěchu a dodnes si lidé neumějí představit, že by Freddyho hrál někdo jiný. Mimo Freddyho Robert natočil také další horory jako: Fantom opery (1989), Kult hrůzy (1993), Děs v prádelně (1995), Vládce prokletých přání (1997), Městská legenda (1998), Svůdné zombie (2008).
Kromě toho, že hrál v řadě filmů s Freddym, zahrál Freddyho i v seriálu s názvem: Freddyho noční můry (1988–1990), byl také jedním z režisérů tohoto seriálu.